# Erin Brockovich
Erin Brockovich-Ellis (sinh ngày 22 tháng 6 năm 1960) là một trợ tá pháp lý và nhà hoạt động môi trường người Mỹ, mặc dù chưa học qua trường luật hay khóa giáo dục pháp lý nào, nhưng có công trong vụ kiện Công ty Điện và Khí đốt Thái Bình Dương (PG & E) của California vào năm 1993. Kể từ khi phát hành bộ phim chia sẻ câu chuyện và tên tuổi của cô, cô đã dẫn chương trình Challenge America with Erin Brockovich trên ABC và Final Justice on Zone Reality. Cô là chủ tịch của Nghiên cứu & Tư vấn Brockovich, một công ty tư vấn. Cô hiện đang làm việc như một nhà tư vấn cho Girardi & Keese hãng luật New York Weitz & Luxenberg,, tập trung vào khiếu nại thương tích của cá nhân tiếp xúc với amiăng, và Shine Lawyers tại Úc.
Cô sinh ra với tên lúc sinh Erin Pattee ở Lawrence, Kansas, cha cô là Frank Pattee, một kỹ sư công nghiệp và mẹ là Betty Jo O'Neal-Pattee, một nhà báo. Cô học trường trung học Lawrence lúc đó là Đại học bang Kansas ở Manhattan, Kansas, và tốt nghiệp với bằng Associate in Applied Arts Degree từ trường Cao đẳng Kinh doanh Wades tại Dallas, Texas. Cô đã làm một quản lý tập sự với Kmart vào năm 1981 nhưng bỏ việc sau một vài tháng và bước vào một cuộc thi sắc đẹp. Sau khi giành chiến thắng trong cuộc thi Hoa hậu bờ biển Thái Bình Dương vào năm 1981, cô từ bỏ cuộc sống hoa hậu. Cô đã sống ở California từ năm 1982.